# Cles
Cles település Olaszországban, Trento megyében. Lakosainak száma 7201 fő (2023. január 1.). Cles Cagnò, Caldes, Cavizzana, Cis, Croviana, Dimaro Folgarida, Livo (Trentino), Malè, Novella, Terzolas, Sanzeno és Ville d'Anaunia községekkel határos.

## Közigazgatás
A település részei:
- Caltron,
- Dres,
- Maiano,
- Mechel,
- Pez és
- Spinazzeda

## Népesség
A település népességének változása:
| Lakosok száma | 6963 | 7009 | 7201 |
|               | 2017 | 2018 | 2023 |

## Képek

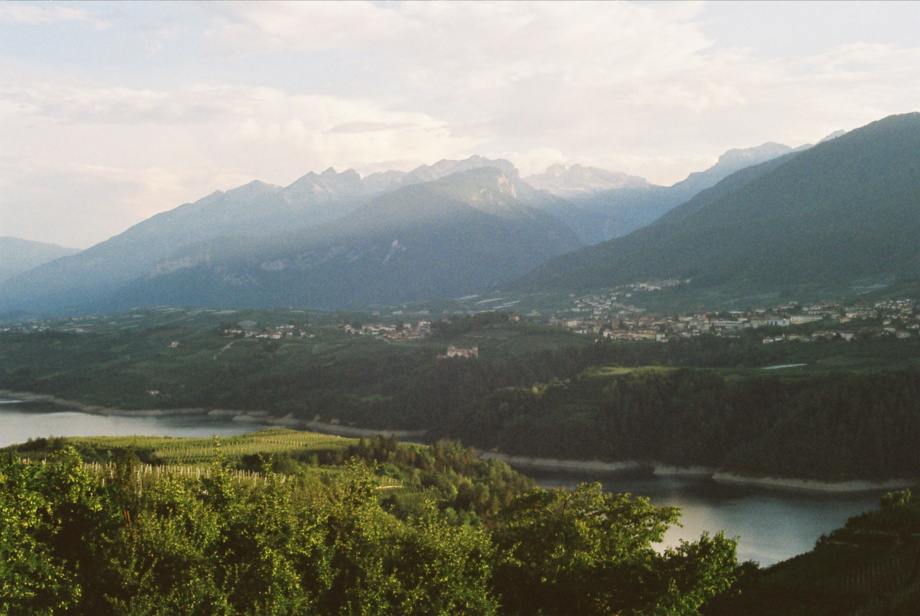
Cles a Santa-Giustina-tó fölött
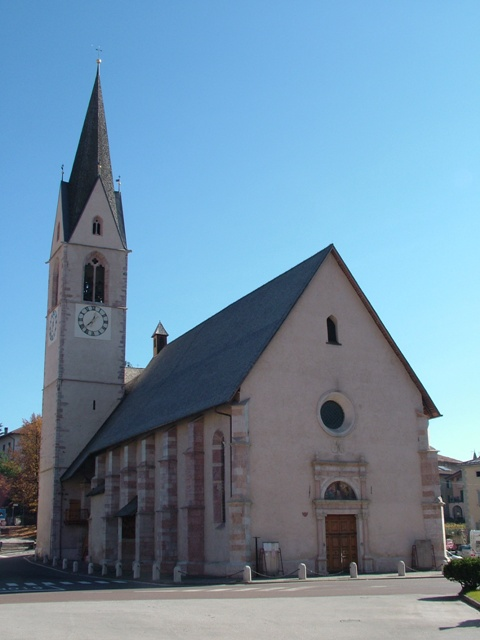
Santa Maria Assunta-templom
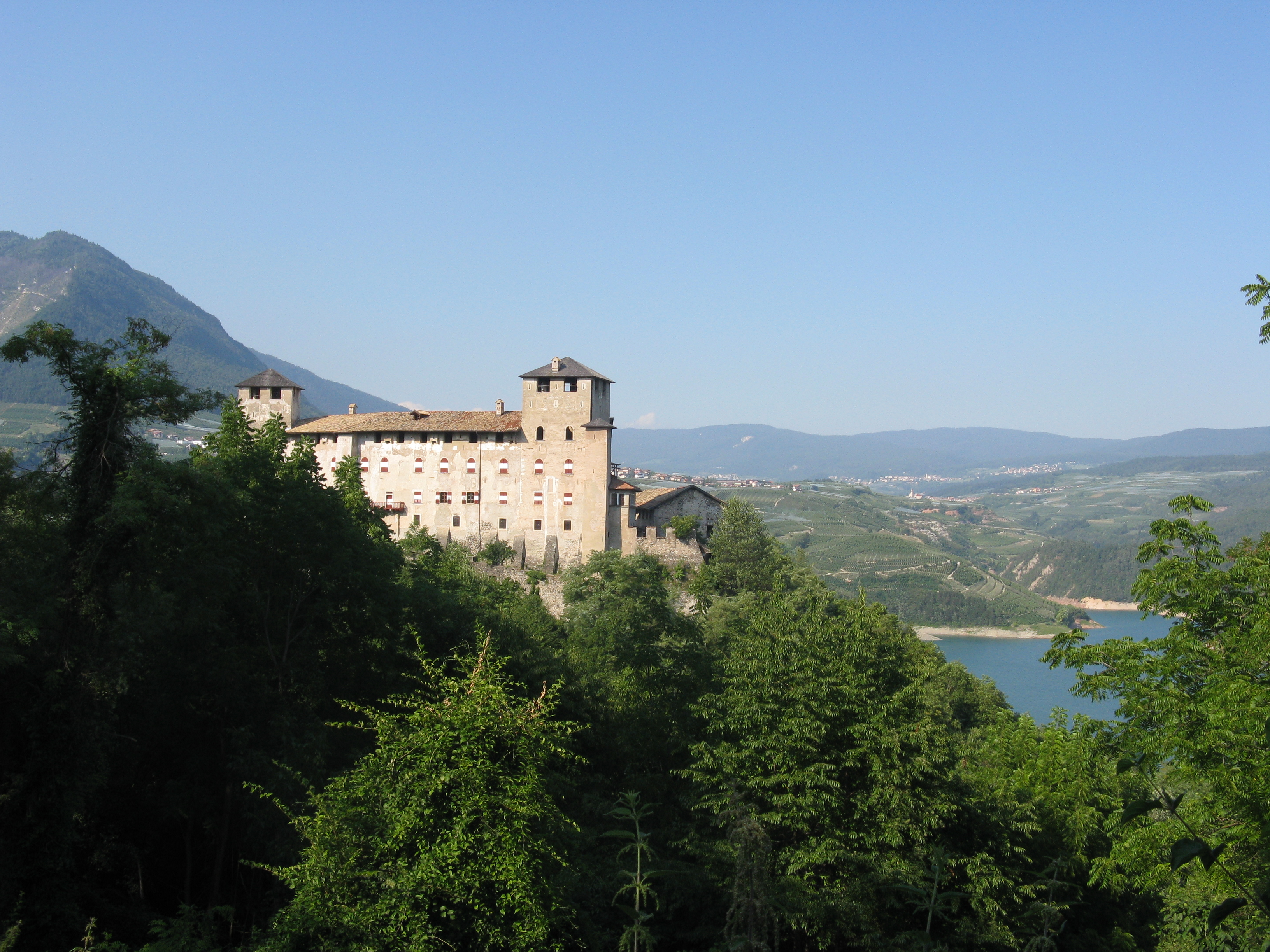
Castel Cles
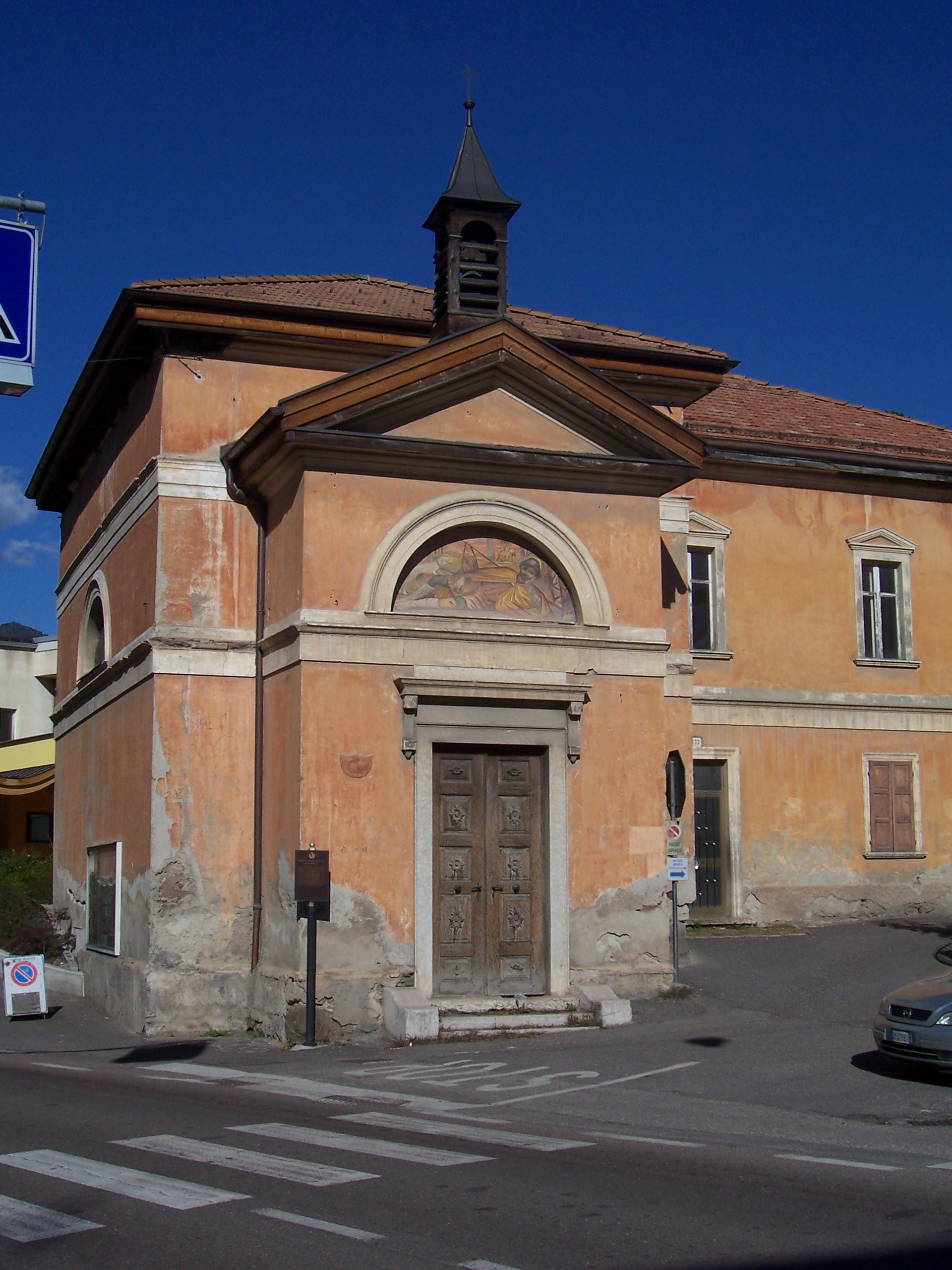
San Rocco-templom
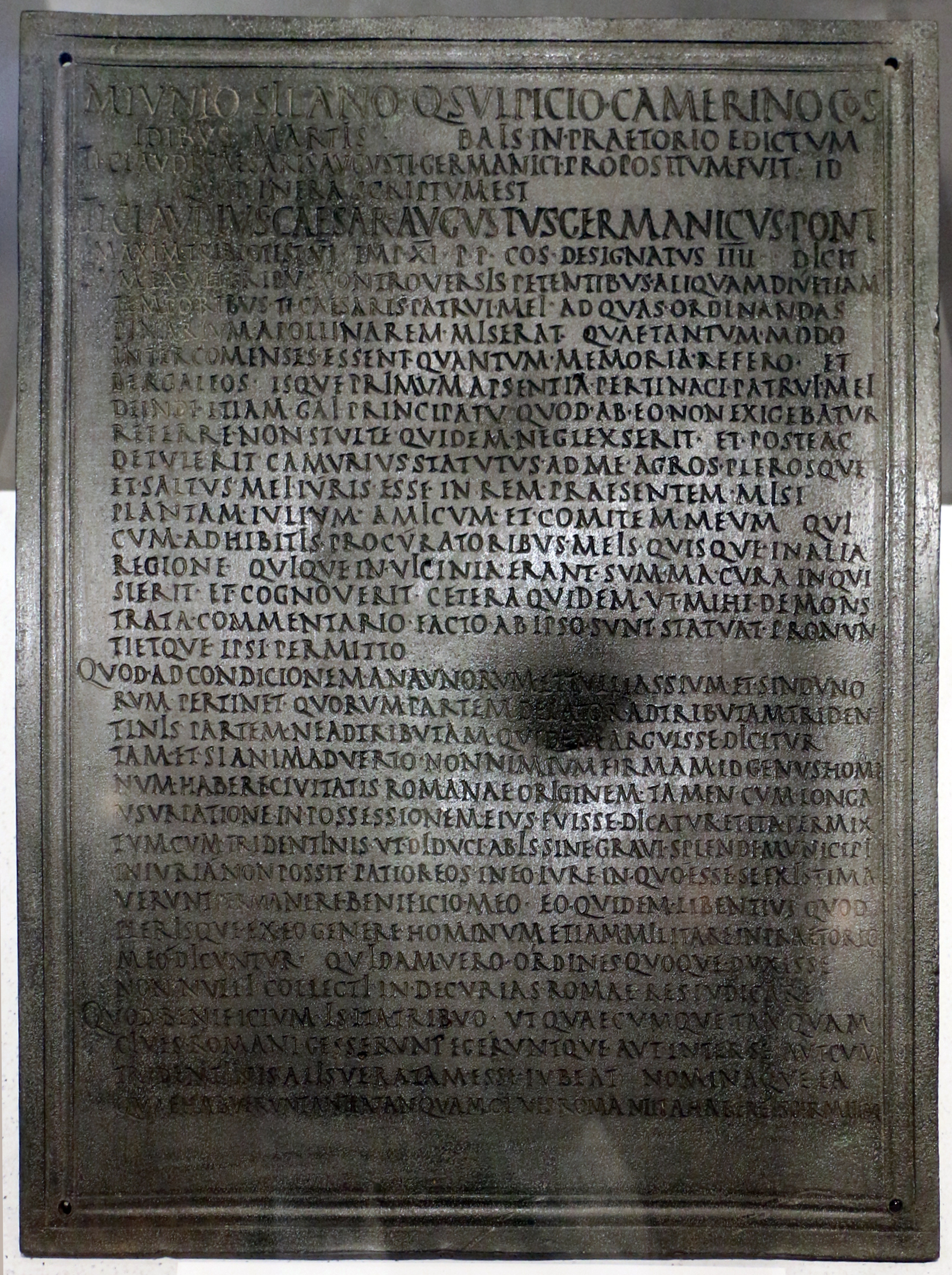
Tabula Clesiana(wd)